# Кузнецов, Юрий Игоревич
Кузнецов Юрий Игоревич — советский и российский физикохимик, коррозионист, доктор химических наук (1985), профессор (1991).

## Биография
Родился 16 августа 1940 года в Москве в семье учителей Кузнецова Игоря Михайловича и Эйдис Руты Фридриховны. В 1962 году окончил Новочеркасский политехнический институт (в наст. время ЮГПУ им. Платова) по специальности «Технология неорганических веществ» и по распределению направлен в п/я 33 (г. Красноярск), где работал мастером, нач. смены и технологом цеха. В мае 1965 г. переехал в Севастополь, где работал инженером на Черноморской коррозионной станции до октября 1965 г. С декабря 1965 г. по настоящее время работает в ИФХЭ РАН им. А. Н. Фрумкина. Был младшим, затем старшим научным сотрудником, зав. лабораторией физико-химических основ ингибирования коррозии металлов (c 1980 г.), заместителем директора по научной работе (2002—2016 гг.). Является руководителем научного направления «Химическое сопротивление материалов, защита металлов и других материалов от коррозии и окисления» (с 2016 г.).
Женат на Галине Кузнецовой. У них двое детей: Сергей (1966), Максим (1972).

## Научная деятельность
Юрий Игоревич Кузнецов является выдающимся ученым в области физической химии и защиты металлов от коррозии, последователем школы Г. В. Акимова. Он занимается фундаментальными исследованиями процессов коррозии и пассивации металлов, природы взаимодействия органических соединений и ионов с поверхностью металлов. Им разработаны эффективные ингибиторы коррозии и оригинальные методы получения конверсионных покрытий на металлах. Результаты его научной деятельности используются для решения важных прикладных задач в области защиты от коррозии. Он является автором и соавтором свыше 600 научных работ, в том числе монографий: «Органические ингибиторы коррозии металлов», изданной в США, и «Атмосферная коррозия и защита металлов», а также 30 обзоров. Ю. И. Кузнецов является соавтором более 70 изобретений, защищенных отечественными и зарубежными патентами. В течение многих лет Юрий Игоревич активно сотрудничает с зарубежными учеными в разработке перспективных средств и методов противокоррозионной защиты металлов.
Ю. И. Кузнецов внес значительный вклад в становление современной науки о коррозии и защите металлов. Им впервые была доказана возможность адсорбционной пассивации металлов органическими соединениями, которая обеспечивает защиту металлов не только от коррозии, но и от окисления.
Важное место в работах Ю. И. Кузнецова занимает развитие теории локальной депассивации и стабилизации пассивного состояния металлов и сплавов, а также теории действия хелатореагентов и комплексонатов металлов как ингибиторов коррозии и солеотложения в водных системах. Им впервые доказана возможность количественного учета влияния химической структуры активирующих и ингибирующих анионов на потенциал локальной депассивации металлов, раскрыт механизм защитного действия фосфонатов металлов на железе и сталях, установлена количественная связь между их химической структурой и эффективностью ингибирования. Эти работы послужили научной основой создания промышленной технологии реагентной обработки водных охлаждающих систем ряда химических предприятий, а также специфических систем охлаждения мощной радиотехнической аппаратуры.
Ю. И. Кузнецов внес существенный вклад в создание теории и практики защиты металлов и сплавов от атмосферной коррозии, в первую очередь с применением парофазных ингибиторов коррозии. Под его руководством теоретически обоснованы и рассчитаны ξ-константы заместителей в органических соединениях, которые позволяют оценить изменение летучести соединения при изменении его химической структуры, созданы научные основы действия летучих ингибиторов и оптимизации их химической структуры.
В последние годы Ю. И. Кузнецов уделяет большое внимание созданию экологически безопасных методов противокоррозионной защиты. Под его руководством разработаны новые способы получения конверсионных и наноразмерных защитных покрытий на стали, алюминии, меди, цинке, магнии и других металлах и сплавах, а также водные составы для пассивации металлов, впервые была установлена возможность экологически безопасного модифицирования продуктов коррозии железа в нейтральных водных растворах и разработаны эффективные ингибиторы коррозии для высокотемпературных водных теплоносителей. Ю. И. Кузнецовым предложен принципиально новый метод парофазной ингибиторной зашиты металлов — камерная обработка.
Ю. И. Кузнецов проводит большую научно-организационную работу. Он является заведующим лаборатории физико-химических основ ингибирования коррозии металлов, главным редактором International Journal of Corrosion and Scale Inhibition, заместителем главного редактора журнала «Коррозия: материалы, защита», входит в состав редколлегии академического журнала «Защита металлов». В 1991—1996 г. Ю. И. Кузнецов был председателем Комитета по коррозии металлов (№ 156) Международной организации стандартов (ISO), более 10 лет он являлся представителем России в Международном коррозионном Совете (ICC), председателем секции Ученого совета ИФХЭ РАН по физико-химическим проблемам коррозии, электрохимии, защитных покрытий и кристаллизации, также членом нескольких специализированных Ученых советов.
Ю. И. Кузнецов являлся приглашенным докладчиком на многих российских и международных конференциях; был председателем национального научного комитета международной конференции EUROCORR 2010 (13 — 17 сентября 2010, Москва, Россия).
Ю. И. Кузнецов активно участвует в подготовке научных кадров и является руководителем научного направления ИФХЭ РАН. Под его руководством защищено 3 докторские и 30 кандидатских диссертаций.

### Награды
- Почетный диплом Луизианского и Новоорлеанского Университетов США за выдающийся вклад в науку об ингибировании коррозии металлов (1989),
- Премия МАИК «Наука/Интерпериодика» за лучшие научные работы в области химии (1997),
- Медаль Кавалларо Европейской федерации коррозионистов (EFC) (2012)[3]
- Медаль Г. В. Акимова (2018)[4].

Разработанные с его участием ингибиторы коррозии награждены 6 медалями ВДНХ и 4 медалями ВВЦ.